# Macki (film)
Macki (ang. Tentacles, wł. Tentacoli) – amerykańsko-włoski horror z 1977 roku w reżyserii Ovidia G. Assonitisa.

## Opis fabuły
W oceanie grasuje olbrzymia kałamarnica. Atakuje i zabija mieszkańców nieodległego lądu – nurków, pływaków, turystów. Jej rozmiary i siła pozwalają jej zatapiać nawet sporych rozmiarów łodzie. Lokalne władze ściągają do jej unieszkodliwienia znanego oceanografa Willa Gleasona. Gdy ofiarą potwora pada żona Willa, sprawa nabiera dla niego osobistego wymiaru.
Will jest opiekunem dwóch orek o imionach "Zima" i "Lato", które od oseska przetrzymuje w specjalnym ośrodku. Teraz, gdy już dorosły, planuje wypuścić je na wolność licząc, że pomogą mu one wytropić i unieszkodliwić ośmiornicę. Badacz zdaje sobie jednak sprawę, że obydwa walenie mogą po prostu odejść. Tak też się i staje, a Will rozumie ich wybór. Musi jednak stawić czoła kałamarnicy wyłącznie ze swoim przyjacielem Mikiem. Kiedy udaje się im ją wytropić, rozmiary potwora i jego siła zaskakują ich. Mike zostaje przygnieciony kawałkami podwodnych skał zrzuconych na niego przez bestię, jego akwalung jest uszkodzony, a sam Will niewiele jest w stanie mu pomóc. Wtedy, nieoczekiwanie zjawiają się orki, które atakują ośmiornicę. Daje to Willowi możliwość wygrzebania przyjaciela spod skał i bezpiecznego wynurzenia się. Po zaciętej walce potwór pada ofiarą orek, a obydwaj przyjaciele odpływają bezpiecznie w ich towarzystwie.

## Obsada aktorska
- John Huston – Ned Turner
- Shelley Winters – Tillie Turner
- Bo Hopkins – Will Gleason
- Henry Fonda – Whitehead, prezes Trojan Construction
- Delia Boccardo – Vicky Gleason
- Cesare Danova – John Corey
- Claude Akins – szeryf Robards
- Alan Boyd – Mike
- Sherry Buchanan – Judy
- Franco Diogene – Chuck
- Marc Fiorini – Don

i inni.

## Odbiór
Film spotkał się z bardzo negatywnym przyjęciem krytyków. Ich zdaniem udział gwiazd światowego formatu (Huston, Winters, Fonda), został rozmyty przez słaby scenariusz i kiepską reżyserię. Określali go jako "słabą imitację Szczęk" Stevena Spielberga, chociaż chwalili efekty specjalne i utrzymaną w napięciu akcję filmu. W rankingu popularnego, filmowego serwisu internetowego „Rotten Tomatoes” obraz posiada obecnie (2021) "zerową", skrajnie negatywną ocenę "zielonych pomidorów".
Film przyniósł jednak dość spory dochód – 3 mln dolarów.